# Datenkapselung (Programmierung)
Als Datenkapselung (englisch encapsulation, nach David Parnas auch bekannt als information hiding) bezeichnet man in der Programmierung das Verbergen von Daten oder Informationen vor dem Zugriff von außen. Der direkte Zugriff auf die interne Datenstruktur wird unterbunden und erfolgt stattdessen über definierte Schnittstellen (Black-Box-Modell).

## Herleitung
Datenkapselung ist ein lange bekanntes Prinzip innerhalb der strukturierten und modularen Programmierung. Zentrales Modell ist hier der abstrakte Datentyp, in dem Daten in einer Datenstruktur zusammengefasst sind, auf die nur über festgelegte Zugriffsfunktionen (Prozeduren) zugegriffen werden kann. In der tatsächlichen Programmierung wird der abstrakte Datentyp auf verschiedene Weisen implementiert.
Ein anderes Beispiel in modernen Programmiersprachen ist das Verbergen von Daten innerhalb von Gültigkeitsbereichen. Jede Teilstruktur eines Programms (Hauptblock, Prozeduren, Funktionen, Unterprogramme, …) definiert einen solchen Bereich, so dass eine Gültigkeitshierarchie entsteht. Deklarierte Daten sind nur innerhalb des umgebenden und in allen tieferen Bereichen sichtbar und gültig. Für einen höheren Bereich bleiben sie verborgen.

## Datenkapselung im objektorientierten Paradigma
Kapselung ist auch ein wichtiges Prinzip der objektorientierten Programmierung. Als Kapselung bezeichnet man den kontrollierten Zugriff auf Methoden bzw. Attribute von Klassen. Klassen können den internen Zustand anderer Klassen nicht in unerwarteter Weise lesen oder ändern. Eine Klasse hat eine Schnittstelle, die darüber bestimmt, auf welche Weise mit der Klasse interagiert werden kann. Dadurch wird das Umgehen von Invarianten des Programms verhindert.
Vom Innenleben einer Klasse soll der Verwender – gemeint sind sowohl die Algorithmen, die mit der Klasse arbeiten, als auch der Programmierer, der diese entwickelt – möglichst wenig wissen müssen (Geheimnisprinzip). Durch die Kapselung werden nur Angaben über das „Was“ (Funktionsweise) einer Klasse nach außen sichtbar, nicht aber das „Wie“ (die interne Darstellung). Dadurch wird eine Schnittstelle nach außen definiert und zugleich dokumentiert.

### Verwendete Zugriffsarten
Die Unified Modeling Language als De-facto-Standardnotation erlaubt die Modellierung folgender Zugriffsarten (in Klammern die Kurznotation der UML):
public (+)Zugreifbar für alle Objekte,
private (-)Nur für Objekte der eigenen Klasse zugreifbar,
protected (#)Nur für Objekte der eigenen Klasse und von abgeleiteten Klassen dieser Klasse zugreifbar,
package (~)erlaubt den Zugriff für alle Elemente innerhalb des eigenen Pakets.
Anmerkung: Die Handhabung des Schlüsselwortes package ist in den verschiedenen Programmiersprachen unterschiedlich. Ersetzung in der jeweiligen Sprache:
- C#: internal
- Visual Basic .NET: friend
- Java: Keine Definition bedeutet Package-Zugriff (Default).

Die Möglichkeiten zur Spezifizierung der Zugreifbarkeit sind je nach Programmiersprache unterschiedlich.

### Vorteile
- Da die Implementierung einer Klasse anderen Klassen nicht bekannt ist, kann die Implementierung geändert werden, ohne die Zusammenarbeit mit anderen Klassen zu beeinträchtigen.
- Es ergibt sich eine erhöhte Übersichtlichkeit, da nur die öffentliche Schnittstelle einer Klasse betrachtet werden muss.
- Beim Zugriff über eine Zugriffsfunktion spielt es von außen keine Rolle, ob diese Funktion 1:1 im Inneren der Klasse existiert, das Ergebnis einer Berechnung ist oder möglicherweise aus anderen Quellen, z. B. einer Datei oder Datenbank, stammt.
- Deutlich verbesserte Testbarkeit, Stabilität und Änderbarkeit der Software bzw. deren Module.
- Reduktion der Anzahl der möglichen unerwünschten Interaktionen zwischen Programmteilen. Enthält ein Programm N Variablen und M Funktionen, gibt es {\displaystyle {\mathcal {O}}(N\cdot M)} mögliche Interaktionen. In der Regel sind aber nur {\displaystyle {\mathcal {O}}(N+M)} Interaktionen tatsächlich erwünscht. Dies spielt bei der Fehlersuche eine Rolle, weil sich Fehler meist dadurch manifestieren, dass eine Variable einen falschen Wert enthält, und man zur Eingrenzung der Fehlerursache wissen muss, welche Funktionen auf die Variable Zugriff haben. Die Datenkapselung schränkt den zu untersuchenden Programmabschnitt von vornherein auf sehr wenige Funktionen ein.

### Nachteile
- In Abhängigkeit vom Anwendungsfall Geschwindigkeitseinbußen durch den Aufruf von Zugriffsfunktionen. Der direkte Zugriff auf die Datenelemente wäre schneller.
- Zusätzlicher Programmieraufwand für die Erstellung von Zugriffsfunktionen.

Die interne Darstellung eines Objekts wird im Allgemeinen außerhalb der Objektdefinition ausgeblendet. Normalerweise können nur die eigenen Methoden des Objekts seine direkt untersuchen oder bearbeiten. Durch das Ausblenden der internen Daten des Objekts wird seine Integrität geschützt, indem verhindert wird, dass Benutzer die internen Daten der Komponente in einen ungültigen oder inkonsistenten Zustand versetzen. Ein vermeintlicher Vorteil der Kapselung besteht darin, dass sie die Systemkomplexität verringern und damit die Robustheit erhöhen kann, indem der Entwickler die gegenseitigen Abhängigkeiten zwischen Softwarekomponenten begrenzen kann.
Einige objektorientierte Programmiersprachen wie Ruby erlauben den Zugriff nur über Objektmethoden, aber die meisten, z. B. C#. C++ und Java, bieten dem Programmierer ein gewisses Maß an Kontrolle darüber, was verborgen ist, normalerweise über Schlüsselwörter wie public und private. Das Ausblenden von Informationen wird erreicht, indem eine kompilierte Version des Quellcodes bereitgestellt wird, die über eine Header-Datei verbunden ist.

## Beispiele
Das folgende Beispiel in der Programmiersprache C# zeigt, wie der Zugriff auf ein Attribut durch die Verwendung des Schlüsselworts private eingeschränkt werden kann:
```
class
 
Program

{

	
public
 
class
 
Konto

	
{

		
private
 
decimal
 
kontostand
 
=
 
500.00
m
;

		
public
 
decimal
 
gibKontostand
()

		
{

			
return
 
kontostand
;

		
}

	
}

	
static
 
void
 
Main
()

	
{

		
Konto
 
meinKonto
 
=
 
new
 
Konto
();

		
decimal
 
meinKontostand
 
=
 
meinKonto
.
gibKontostand
();

		
/* Diese Main Methode kann den Kontostand mit der öffentlichen Methode "gibKontostand", die von der Klasse "Konto" zur Verfügung gestellt wird, abfragen, aber sie kann den Wert des Attributs "kontostand" nicht ändern*/

	
}

}

```

Das folgende Beispiel ist in der Programmiersprache Java implementiert:
```
public
 
class
 
Angestellter

{

    
private
 
BigDecimal
 
salary
 
=
 
new
 
BigDecimal
(
50000.00
);

    
public
 
BigDecimal
 
gibLohn
()

    
{

        
return
 
salary
;

    
}

    
public
 
static
 
void
 
main
()

    
{

        
Angestellter
 
angestellter
 
=
 
new
 
Angestellter
();

        
BigDecimal
 
lohn
 
=
 
angestellter
.
gibLohn
();

    
}

}

```

Die Kapselung ist auch in nicht objektorientierten Programmiersprachen möglich. In C kann beispielsweise eine Struktur in der öffentlichen Programmierschnittstelle über die Header-Datei für eine Reihe von Funktionen deklariert werden, die mit einem Datenelement arbeiten, das Datenelement enthält, auf die Clients der Programmierschnittstelle mit dem Schlüsselwort extern nicht zugreifen können.
```
// Header file "api.h"

struct
 
Entity
;
          
// Opaque structure with hidden members

// API functions that operate on 'Entity' objects

extern
 
struct
 
Entity
 
*
  
open_entity
(
int
 
id
);

extern
 
int
              
process_entity
(
struct
 
Entity
 
*
info
);

extern
 
void
             
close_entity
(
struct
 
Entity
 
*
info
);

// extern keywords here are redundant, but don't hurt.

// extern defines functions that can be called outside the current file, the default behavior even without the keyword

```